# طين الحجيلي (الملاح)

تعديل مصدري - تعديل

طين الحجيلي هي إحدى قرى عزلة الملاح بمديرية الملاح التابعة لمحافظة لحج، بلغ تعداد سكانها 65 نسمة حسب تعداد اليمن لعام 2004.